# ジム・ソープ
ジム・ソープ（Jacobus Franciscus "Jim" Thorpe, 1888年5月28日 - 1953年3月28日）は、陸上競技や野球、アメリカンフットボールなどで幅広く活躍した元祖マルチアスリート。サック&フォックス族インディアンであり、部族員としての名は「輝ける道」を意味するワ・サ・ハク（Wa-Tho-Huk）という。

## 経歴

### 生い立ち
ソープの生年月日、本名、民族的背景についての情報は広範囲に渡っている。彼の生まれたインディアン居留地では出生証明が見つからなかった。公式にはインディアン準州（現オクラホマ州）プレーグ 近郊で双子の弟とともに1888年5月28日に生まれたとされた。カトリック教会で彼は「ジェイコブ＝フランシス・ソープ」、弟はチャーリーと名付けられた。
ソープの両親はともに混血でカトリック教徒であった。父親はアイルランド移民の父とサック&フォックス族の母を持ち、母親はフランス移民の父とポタワトミ族の母を持つ。
ソープはサック&フォックス族のWa-Tho-Huk（「雷の偉大な光に照らされた道」、あるいはもっと簡単に「輝ける道」）として成長した。
ソープは弟チャーリーとともにオクラホマ州ストラウドにあるサック&フォックス族学校に通ったが、9歳の時チャーリーは肺炎で死亡し、その後ソープは何度か学校を逃げ出した。
父親は彼を再び逃げ出さないようにカンザス州ローレンスのハスケルインディアン大学(en:Haskell Indian Nations University)に送った。
2年後に母が出産の際の合併症で死亡し、失意のソープは父と何度か言い争った後馬牧場で働くために家を出た。
1904年、ソープは父に連れ戻され、ペンシルベニア州カーライルのカーライルインディアン工業学校(Carlisle Indian Industrial School)に通うことになった。ここで彼の優れた運動能力が見出され、黎明期のアメリカンフットボールで最も偉大な指導者の一人グレン＝スコビー"ポップ"・ワーナー(Glenn Scobey Warner)の指導を受けた。しかしその年、ソープの父は狩猟中の負傷から壊疽に掛かり、死亡してしまった。このためソープは学校を辞めて農場で働き、数年後カーライルインディアン工業学校に復学した。

### アマチュアのキャリア

#### 大学時代

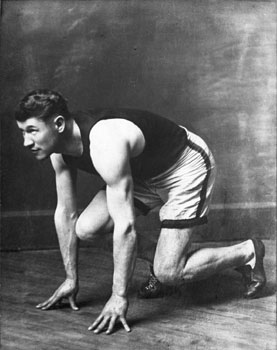
ジム・ソープ（1912年）

ソープは1907年にカーライルで陸上競技選手としてのキャリアをスタートさせたと伝えられている。普段着のまま走り高跳びで5フィート9インチ（約175センチメートル）を飛んで見せた。彼は試みたスポーツすべてで素質を示し、1912年には社交ダンスの大学選手権で優勝した。
当初彼は身長5フィート、体重は100ポンドに満たなかった。2年後に身長6フィート、体重180ポンドまで身体を成長させた。ポップ・ワーナーはソープのような優れた陸上競技選手にフットボールのような肉体的な競技をさせることを躊躇っていた。しかしながら、ソープは、自身を学校チームのディフェンスと対戦させるようにワーナーに申し出た。ワーナーはソープが簡単にタックルを受けて、あきらめるだろうと考えた。ソープは縦横無尽に走り回り、一度ならず二度もディフェンスを振り切った。ソープはワーナーに歩み寄り、ボールを弾きながら「誰もジムにタックル出来なかった」と言った。1907年当初アルバート・ペインが先発ハーフバックであり彼は控えだったがペインが負傷したため彼は出番を与えられるようになった。ペンシルベニア州立大学戦で出番を与えられた彼は2プレイ目で75ヤードのタッチダウンをあげさらに2タッチダウンをあげる活躍を見せた。彼はランナーとしてだけでなくブロッカー、タックラー、キッカーとしても実力を発揮した。
1908年に彼はオールアメリカンのサードチームに選ばれた。この時代彼は陸上競技でも走高跳で6フィート5インチ、走幅跳で23フィート6インチ、砲丸投で47フィート9インチ、やり投で138ヤード、棒高跳びで10フィート8インチ、100ヤード走で10秒、120ヤードハードルで15秒、440ヤード走で51秒の成績を残した。
1911年、この年彼の体は6フィート1インチ、190ポンドまで成長していた。開幕戦でわずか17分の間に3タッチダウン、2エクストラポイントをあげ、その後サイドラインに留められた。セントメリーズ大学戦でも3タッチダウンをあげた。続く強豪のピッツバーグ大学戦では多くのものがピッツバーグ大学がカーライルを粉砕すると予想したが彼の活躍により17-0でカーライルが勝利した。全米で注目されたハーバード大学（ランキング1位）との対戦でソープはランニングバック、ディフェンシブバック、プレースキッカー、パンターとして出場、4フィールドゴール（最後に50ヤードの決勝FGを決めている。）1タッチダウンを成功させてチームの全得点をたたき出し、18-15で勝利を収めることに貢献した。
翌シーズン、彼の所属するカーライルのチームは全米大学選手権で優勝した。
ディッキンソン大学との試合ではアメリカンフットボール史上最長となるタッチダウンを決めた。ゴールポストより後ろからパントを蹴ろうとしたソープへのセンターからのスナップが彼の頭上に向けられるほど高いものとなった。ボールを受けた彼は次々とタックルを交わし120ヤードを走りタッチダウンをあげた。1912年シーズンだけで彼は25タッチダウン198得点を記録した。
陸軍士官学校チームに27-6で勝利した試合では、92ヤードタッチダウンランを見せたがペナルティで取り消し、5ヤード罰退した次のプレーで97ヤードのタッチダウンランを決めて見せた。このプレーを決めた後、彼はチームメートに対して「史上最長タッチダウンだ。189ヤードのタッチダウンをあげたぞ!」とジョークを述べた。このシーズンにソープと対戦した後の大統領のドワイト・D・アイゼンハワーは1961年に次のように回想している。
古今東西、最高の才能を授けられた人間は何人かいる。私が思いつくのはジム・ソープである。彼は生涯練習せず、私が今までに見たいかなる他のフットボール選手よりも優れたプレーが出来た。
1911年-1912年シーズン、アメリカンフットボールのオールアメリカのファーストチームに選出された。
アメリカンフットボールはソープのもっとも好きなスポーツで、陸上競技には時々出場するのみであった。しかし陸上競技はソープが最高の名声を得るスポーツとなった。
1912年の春にオリンピックを目標にしたトレーニングを始めた。当初は向けられる努力は幅跳、ハードル走、砲丸投に限られていたが、棒高跳、やり投、円盤投、ハンマー投のトレーニングも行った。ソープは五種競技と十種競技のアメリカ代表選考会に参加し、ニューヨークのセルティックパークで行われたオリンピック代表選考会で彼の万能な能力はすべての種目で好成績を残し、スウェーデン行きを決めた。代表のチームメートには後に国際オリンピック委員会（IOC）会長となるアベリー・ブランデージもいた。

#### オリンピック
1912年のストックホルムオリンピック陸上競技では走幅跳、走高跳、五種競技、十種競技の4種目に出場した。
7月7日、最初の種目五種競技に出場、走幅跳は7m07cmで1位、やり投46m71cmで3位、200m22秒9で1位、円盤投35m57cmで1位、1500m4分44秒8で1位と圧倒的な成績で優勝した。
同日、走高跳の予選に出場、1m83cmを飛んで翌日の決勝へ進んだ。決勝では1m87cmまで順調にクリアしたが1m89cmの試技で3回失敗、4位タイとなった。
7月12日の走幅跳では6m89cmで7位に留まった。
7月13日から十種競技に出場、100m11秒2で3位タイ、走幅跳6m79cmで3位、砲丸投12m89cmで1位、2日目の走高跳1m87cmで1位、400m走52秒2で4位、円盤投36m98cmで3位、110mハードル15秒6で1位、3日目の棒高跳3m25cmで3位タイ、やり投45m70cmで4位、1500m走4分40秒1で1位、合計ポイントは8,412.955で世界新記録、2位に700ポイント近い大差をつけて優勝した。
表彰式にてスウェーデン国王グスタフ5世から五種競技の金メダルを、ロシア皇帝ニコライ2世から十種競技の金メダルをそれぞれ授けられた。
グスタフ五世はソープに「あなたは世界最高のアスリートだ」と声を掛け、ソープは「ありがとうございます、陛下」と答えたという。
ソープの功績は母国アメリカでも見逃されることなく、ニューヨークのブロードウェイでパレードをする栄誉に浴した。
彼は後に回想している。「私は、人々が私の名前を大声で言っているのを聞いた。そして、1人の男がどのようにして多くの友人を持つことができたかが実感できなかった」。
また、ソープは陸上競技への出場とは別に、このオリンピック中に行われた野球のエキシビションマッチに出場した。これは陸上アメリカ代表チームが2チームに分かれて2試合行ったもので、ソープはこのうちの1試合に出場した。

#### 全米チャンピオン
ストックホルムオリンピックで勝利を収めた後9月2日にソープは全米体育協会選手権に出場するため、Irish American Athletic Club(IAAC)の本拠地であるニューヨーク・クイーンズ区のセルティックパークに戻ってきた。
IAACのブルーノ・ブロッド、プリンストン大学のJ. Bredemusと競った末10種目中7種目を制し残りの3種目も2位となった。7,476ポイントは1909年にマーチン・シェリダンがセルティックパークで記録した7,385ポイントの記録を更新するものだった。オリンピックで通算5個のメダルを獲得したシェルダンは自身の記録が更新されるところを目の当たりにし、試合後彼に近づいて彼の手を取り、次のように述べた。「ジム、君は素晴らしいアスリートだ。私は君より素晴らしい選手に出会うことはないだろう」。また、シェルダンは『ニューヨーク・ワールド』の記者に「ソープは今までで最も優れたアスリートだ。彼は50の方法で私を負かす。私の全盛期でも今日のような成績は残せないだろう」と語った。

#### 論争
1913年、オリンピックに参加する運動選手にとってアマチュア主義に関する厳しい規則が発効した。何らかの大会で賞金を受け取った者、スポーツの教師、過去にプロ選手と対戦した者はアマチュア資格を喪失した者として競技会から締め出された。
1913年1月下旬、アメリカの新聞はソープが過去にプロ野球でプレーしていたことを記事にした。最初に報じた新聞がどこかははっきりしないが、マサチューセッツ州のウースターテレグラム(Worcester Telegram)がスクープを掲載している。
ソープは1909年と1910年にプロ野球マイナーD級東カロライナリーグ(Eastern Carolina League)のロッキーマウントとフェイエットビルで計89試合に出場し、最低1試合2ドル（現在の貨幣価値で約47ドル）から最高1週間で35ドル（約822ドル）程度の報酬を受け取った。
実際、当時の大学生は夏休みにプロ野球でアルバイトをするケースが多々あったがその大部分はソープと異なり仮名を用いてプレーしていた。
ソープの過去について公衆は問題視しなかったが、全米体育協会(AAU)、特に長官のジェームス＝エドワード・サリバン（James Edward Sullivan）はこの問題を非常に重要視した。ソープはプロ野球でプレーした事実を認めてサリバンに書簡を提出した。
私は、単なるインディアンの一学生であり、そのような規定があることは全く知らなかったことであるから免責されることを願っています。実際、私は悪いことをしているとは思っていなかった。何人かの大学生が仮名を使って私と同じようにプロ野球でプレーしていたから。
しかしこの弁明は効果をもたらさなかった。AAUはソープのアマチュア資格を過去に遡って撤回することを決め、国際オリンピック委員会(IOC)にも同様の措置を取るよう要請した。
その年の後半、IOCはソープがプロ選手でありアマチュア資格を喪失しているものと認定し、彼のオリンピックのタイトル、メダル、および賞を剥奪することを全会一致で決定した。彼の剥奪されたメダルはその後ローザンヌのIOC本部に保管された。
ソープは報酬を受けて野球をしていたが、AAUとIOCは資格剥奪のルールにのっとってはいなかった。1912年オリンピックのルールブックでは、抗議は閉会式から30日以内に行わなければならないとされていた。この問題が報道されたのは1913年1月下旬であり、ストックホルムオリンピックの閉会式から6カ月も経過している。またソープのアマチュア資格についてはオリンピックのずっと前から疑問が呈されていたにもかかわらずAAUは報道されるまでこの問題を無視していた。
この事件でソープにとって救いは、プロ選手であると決定されたことが報じられるとすぐにプロスポーツチームからオファーがあったことである。

### プロのキャリア

#### フリーエージェント
保留条項の時代においてまれなフリーエージェントとしてソープにはプレーする野球チームを選択する権利があった。
ソープはシカゴ・ホワイトソックス、セントルイス・ブラウンズ、シンシナティ・レッズからのオファーは拒否し、ニューヨーク・ジャイアンツと契約した。
この年の10月にジャイアンツとホワイトソックスが帯同して行ったワールドツアーに参加した。
合衆国を横断し、世界中を回る巡業でソープは一番の有名人であった。ツアーで訪れた各所でソープの名前が宣伝効果をもたらして入場料収入を増加させた。ツアー中にローマ教皇や最後のエジプト総督と面会、ロンドンではジョージ5世を始め2万人の観客の前で試合を行い、また、ローマのコロッセオで仲間とレスリングをしているところを映像に撮らせたりもした。この時の映像は現存することが知られている。

#### 野球、アメリカンフットボール、バスケットボール

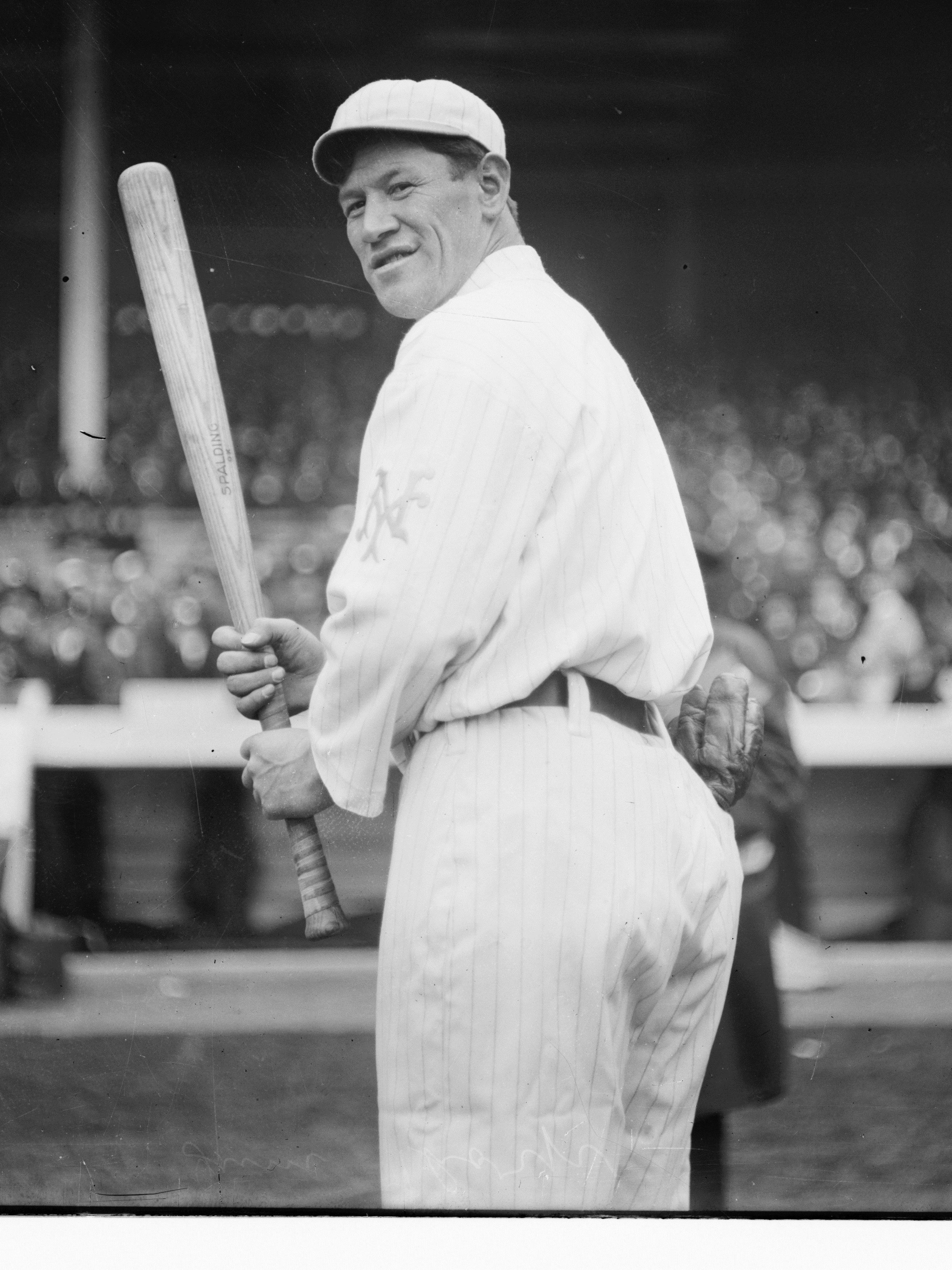
ニューヨーク・ジャイアンツ時代のソープ

1913年にジャイアンツと契約し、外野手としてプレーしたが3シーズンで66試合の出場に留まり.195、1本塁打、5打点と活躍できなかった。1916年はマイナーリーグ、アメリカン・アソシエーションリーグのミルウォーキー・ブルワーズでプレーした
。1917年にメジャーに復帰したが、4月23日にシンシナティ・レッズへトレードされた。5月2日、レッズのフレッド・トニーとシカゴ・カブスのヒッポ・ボーンが9回までノーヒットで投げあった「ダブル・ノーヒッター」で延長10回に決勝点をあげた。8月18日に再びジャイアンツにトレードされた。1919年5月21日にボストン・ブレーブスへトレードされ、メジャーリーグでの出場はこのシーズンが最後となった。通算289試合に出場し698打数176安打、7本塁打、82打点、29盗塁、打率.252。その後1922年までマイナーリーグでプレーを続けた。

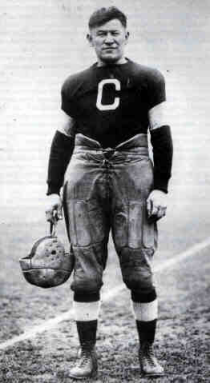
アメリカンフットボールのユニフォームを着たソープ

一方ソープは好きなアメリカンフットボールでもプレー、1913年にインディアナ州パインビレッジのチームでプレーした。このチームは1910年代に数年間対外試合無敗を続けた強豪チームであった。1915年にはカントン・ブルドッグスが一試合250ドル（現在の貨幣価値で約5400ドル）という当時としては破格の待遇で契約を結んだ。ソープ入団前にはカントンの観客動員は一試合平均1200人だったが、ソープが初めてカントンの選手として出場した対マシロン戦では8000人を集めた。
1916年、ソープ擁するカントン・ブルドッグスは9勝0敗1引き分けでオハイオリーグを制し、更に1917年、1919年も優勝した。伝えられるところによると、1919年のチャンピオンシップ戦で自陣5ヤード地点から風に乗って95ヤードのパントを成功させて試合を終わらせた。
1920年、カントン・ブルドッグスはアメリカン・プロフェッショナル・フットボール・アソシエーション(APFA)を形成する14チームの1つとなった。APFAは2年後ナショナル・フットボール・リーグ(NFL)となる。ソープはAPFAの初代会長に選出されたが、実際はカントンでのプレーに専念し、1年後にはジョセフ・カーが後任の会長となった。また、カントンではプレーするだけでなくヘッドコーチとしてもチームを率いた。
1922年から1923年、ソープはラルー (オハイオ州)のオーラング・インディアンス（Oorang Indians、チーム全員がインディアン）でプレーした。1922年は3勝6敗、1923年は1勝10敗 と振るわない成績で2シーズンでチームは解散した。ソープ自身はグリーンベイ・プレス＝ガゼット社選定のオールプロに選ばれた。
ソープはNFLのチャンピオンチームでプレーする機会は無く、1928年41歳で引退する まで計6チームで52試合に出場した。
2005年までジム・ソープがバスケットボールをプレーしたかどうかについては全く知られていなかった。しかしこの年古書で発見されたチケットは、バスケットボールのソープのキャリアを明らかにした。
ソープは1926年まで野球・アメリカンフットボール・バスケットボールの巡業チームを支援するラルー (オハイオ州)において代表的なインディアン選手であった。「ジム・ソープと彼の世界で有名なインディアン」は少なくとも2年間(1927-28年)ペンシルベニア州ニューヨーク、およびオハイオ州マリオンの地域で地方巡業を行った。WFIバスケットボールのユニフォームを着たソープの写真が絵葉書として発売されたり新聞に掲載されたりしたが、ソープのこの時期の記録が残っていない。

## 結婚と家族
1913年にカーライルで出会ったアイバ・ミラーと最初の結婚をし、4人の子供をもうけたが1925年に離婚した。1926年にフリーダ・V・カークパトリック（1905年9月19日 - 2007年3月2日）と結婚した。彼女はソープがオハイオの野球チームで監督兼選手をしていた時秘書として働いていた。4人の子供をもうけたが1941年に離婚した。
その後3番目の妻であるパトリシア・アスケウと結婚した。

## その後の人生
スポーツ選手を引退した後、ソープは家族を養うために苦闘した。スポーツとは関係ない仕事をいくつもしたがどれも長続きしなかった。大恐慌の時期には映画のエキストラとして西部劇のインディアン酋長役を何度か演じた。その他、建設作業員、警備員、用心棒、1945年にはアメリカ合衆国商船（United States Merchant Marine）に加わった。
人生の後半生は慢性のアルコール中毒にかかっていた。
1950年代には生活は困窮し、1950年に口唇癌のため入院した際にはチャリティーケースとして認められた。
記者会見で妻のパトリシアは涙ながらに語った。「私たちは一文無しです。ジムには過去の栄光と名声しかありません。彼はお金を家族のために使い、与えました。しばしば搾取もされました」。
1953年の初頭、ソープはカリフォルニア州ロミータの自宅で妻パトリシアと食事中、心臓発作を起こした。人工呼吸により一命を取り留めたが、その後意識不明の重体に陥り、3月28日に死去した。

## 人種差別問題
ソープは先述のようにアメリカインディアンとヨーロッパ系移民双方の血を引いている。彼の業績はアメリカで人種差別が激しい時期に成し遂げられた。しばしばメダルの剥奪が人種に由来するものと示唆された。これを立証するのは難しいが、当時世論はこの視点を主に反映していた。ソープが金メダルを獲得した時代はすべてのインディアンが合衆国市民とみなされているわけではなかった。1924年に初めて、すべてのアメリカインディアンに合衆国市民権が与えられた。
ソープがカーライルの学校に通っている時、学生の民族性はマーケティング目的に使用された。更に学校やジャーナリストたちはしばしばスポーツを白人とインディアンの抗争になぞらえた。「インディアンが27対6で陸軍士官学校の頭皮を剥ぐ」とか「ジム・ソープ大暴れ」といった新聞の見出しはカーライルのフットボールチームに属するインディアンのプレーを陳腐にした。
ニューヨーク・タイムズでソープが初めて紹介された時の見出しは「オリンピック選手のインディアン、ソープ；カーライルから来た赤い肌の男はアメリカ代表となるため努力するだろう」というものだった。彼の成功については新聞やスポーツジャーナリストによって生涯人種と絡めて語られた。

## 遺産

### オリンピックメダルの回復
長年にわたり、ソープの支持者たちは彼のオリンピックでのタイトルを回復させようとしてきた。アメリカオリンピック委員会 (USOC) 委員、1952年から1972年まで国際オリンピック委員会 (IOC) 会長でかつてソープのチームメートであったアベリー・ブランデージはこれらの運動をはねつけ、一言「無知は言い訳にならない」と語った。もっとも固執したのは作家のロバート・ホイーラーとその妻フローレンス・リドロンであった。彼らは1913年のAAUと米国オリンピック委員会(USOC)の決定を覆してソープのアマチュア資格を回復させるのに成功した。1982年に、ホイーラーとリドロンはジムソープ財団を設立し、アメリカ合衆国議会から支持を獲得した。彼らは当時ソープの資格剥奪がオリンピック規則で許容された、閉会式から30日間の期間の後に行われたことを立証し、1982年10月にIOC理事会はソープの権利回復を承認した。ただし、当時繰り上げで金メダルを獲得した五種競技のフェルディナンド・ビー、十種競技のフーゴ・ウィースランダーともに繰り下げずにそのままとし、ソープも金メダルを獲得したものとした。
1983年1月18日、IOCはソープの二人の子供に記念メダルを贈った。ソープが1912年に受け取ったオリジナルのメダルは博物館に保管されていたが、盗難にあって後行方不明のままである

### 栄誉
彼の名前が付けられたペンシルベニア州の町ジム・ソープには五種競技の表彰式にてスウェーデン国王グスタフ5世から掛けられた「あなたは世界一偉大な運動選手です」という言葉を引用した記念碑が残されている。ここにあるソープの墓は故郷オクラホマの土と、1912年に金メダルを獲得したストックホルムの競技場の土で築かれている。
ソープの業績はその生涯、死後に渡りスポーツジャーナリストから称賛された。1950年、AP通信がスポーツ記者を対象にして行った「20世紀前半の最も偉大なアメリカンフットボール選手」投票でトップに選ばれた。また「20世紀前半の最も偉大な運動選手」投票においてソープは252票を獲得、2位のベーブ・ルースの86票に大差をつけての1位であった。AP通信は1999年に「20世紀の最も偉大な運動選手」でベーブ・ルース、マイケル・ジョーダンに次いで第3位にソープを選出した。また、ESPNは「20世紀の北米スポーツ選手ランキング」第7位に選出した。1963年、オハイオ州カントンに新設されたプロフットボール殿堂に、最初に入堂した17人のうちの1人となった。殿堂内の円形ホールにはソープの銅像が飾られている。更にソープはカレッジフットボール殿堂、アメリカオリンピック殿堂、アメリカ陸上競技殿堂入りも果たした。
リチャード・ニクソン大統領はアメリカ合衆国上院合同決議第73号を受けて1973年4月16日を「ジム・ソープ記念日」とする宣言を行った。
1986年にはカレッジフットボールの年間最優秀ディフェンシブバックに与えられるジム・ソープ賞(Jim Thorpe Award)とこれを授与するジム・ソープ協会(Jim Thorpe Association)が設立された。1993年からは彼を記念し、その名を冠したソープカップ陸上競技会(Thorpe Cup)が開催されている。

### ペンシルベニア州の町「ジム・ソープ」
ソープの妻パトリシアは、ソープの死後オクラホマ州政府が彼を記念する施設を建設しないことに立腹していた。パトリシアはペンシルベニア州の小さな町Mauch ChunkとEast Mauch Chunkが産業を誘致しようとしているのを聞きつけ取引を持ちかけた。両町はジム・ソープの記念碑と墓地を建設、また合併して彼の名を戴くこととした。なお、ソープ本人がこの地を訪れたことは無い。
2010年6月、ソープの息子ジャックが、ソープの遺骨を故郷オクラホマに戻し他の親族と一緒に再埋葬するよう先住民墓地保護・送還法(Native American Graves Protection and Repatriation Act)を引用し、自治体を相手取って訴訟を起こした。

## 映画
1930年代、ソープは数編の短編映画と長編映画に出演した。通常、彼の役どころはインディアンとしての顔見せであったが、1932年のコメディ映画Always Kickinでは若い選手にドロップキックを教えるコーチ役を演じた。1931年大恐慌のさなか、ソープは自伝映画の上映権を1500ドル（現在の貨幣価値で約2万1000ドル）で売却した。この映画には1912年と1932年のオリンピックの記録映像が含まれていた。ソープはいくつかのロングショットで見られた。あるシーンではコーチのアシスタントとして登場していた。イギリスでも「ブロンズの男」として上映された。1951年公開の『アメリカ野郎』(Jim Thorpe – All-American)（ワーナー・ブラザース）は主人公ソープ役をバート・ランカスターが演じた。ソープが映画からお金を全く受け取らなかったという説があるが、ワーナー・ブラザースから15,000ドルを受け取ったのに加えて年金として2,500ドルの寄付を受けた。

## 年度別打撃成績
| 年 度     | 球 団     | 試 合 | 打 席 | 打 数 | 得 点 | 安 打 | 二 塁 打 | 三 塁 打 | 本 塁 打 | 塁 打 | 打 点 | 盗 塁 | 盗 塁 死 | 犠 打 | 犠 飛 | 四 球 | 敬 遠 | 死 球 | 三 振 | 併 殺 打 | 打 率 | 出 塁 率 | 長 打 率 | O P S |
| --------- | --------- | ----- | ----- | ----- | ----- | ----- | -------- | -------- | -------- | ----- | ----- | ----- | -------- | ----- | ----- | ----- | ----- | ----- | ----- | -------- | ----- | -------- | -------- | ----- |
| 1913      | NYG       | 19    | 36    | 35    | 6     | 5     | 0        | 0        | 1        | 8     | 2     | 2     | 1        | 0     |       | 1     |       | 0     | 9     |          | .143  | .167     | .229     | .395  |
| 1914      | NYG       | 30    | 31    | 31    | 5     | 6     | 1        | 0        | 0        | 7     | 2     | 1     |          | 0     |       | 0     |       | 0     | 4     |          | .194  | .194     | .226     | .419  |
| 1915      | NYG       | 17    | 54    | 52    | 8     | 12    | 3        | 1        | 0        | 17    | 1     | 4     | 2        | 0     |       | 2     |       | 0     | 16    |          | .231  | .259     | .327     | .586  |
| 1917      | CIN       | 77    | 269   | 251   | 29    | 62    | 2        | 8        | 4        | 92    | 36    | 11    |          | 11    |       | 6     |       | 1     | 35    |          | .247  | .267     | .367     | .634  |
| 1917      | NYG       | 26    | 68    | 57    | 12    | 11    | 3        | 2        | 0        | 18    | 4     | 1     |          | 2     |       | 8     |       | 1     | 10    |          | .193  | .303     | .316     | .619  |
| '17計     |           | 103   | 337   | 308   | 41    | 73    | 5        | 10       | 4        | 110   | 40    | 12    |          | 13    |       | 14    |       | 2     | 45    |          | .237  | .275     | .357     | .632  |
| 1918      | NYG       | 58    | 119   | 113   | 15    | 28    | 4        | 4        | 1        | 43    | 11    | 3     |          | 0     |       | 4     |       | 2     | 18    |          | .248  | .286     | .381     | .666  |
| 1919      | NYG       | 2     | 4     | 3     | 0     | 1     | 0        | 0        | 0        | 1     | 1     | 0     |          | 1     |       | 0     |       | 0     | 0     |          | .333  | .333     | .333     | .667  |
| 1919      | BOS       | 60    | 168   | 156   | 16    | 51    | 7        | 3        | 1        | 67    | 25    | 7     |          | 4     |       | 6     |       | 2     | 30    |          | .327  | .360     | .429     | .789  |
| '19計     |           | 62    | 172   | 159   | 16    | 52    | 7        | 3        | 1        | 68    | 26    | 7     |          | 5     |       | 6     |       | 2     | 30    |          | .327  | .359     | .428     | .787  |
| 通算：6年 | 通算：6年 | 289   | 749   | 698   | 91    | 176   | 20       | 18       | 7        | 253   | 82    | 29    | 3        | 18    |       | 27    |       | 6     | 122   |          | .252  | .286     | .362     | .648  |

- 選手の通算成績と情報 Baseball-Reference、Fangraphs、The Baseball Cube、Baseball-Reference (Register)